# Kínai–brit visszacsatolási megállapodás
A kínai-brit visszacsatolási megállapodás a Kínai Népköztársaság és az Egyesült Királyság közötti, kétoldalú szerződés, mely értelmében Hongkongot 1997-ben visszacsatolták a Kínai Népköztársasághoz különleges igazgatású területként az egy ország - két rendszer elnevezésű rendszer keretein belül. A szerződés értelmében Hongkongban még legalább ötven évig fennmaradhat a kapitalista gazdaság, az országrész demokratikus jogállam marad és Kína nem avatkozik bele Hongkong gazdasági életébe és a kül - és nemzetvédelmi ügyeket leszámítva függetlenséget ad a városállam. 
A megállapodást 1984. december 19-én kötötték, az Egyesült Királyságot Margaret Thatcher miniszterelnök, Kínát Hu Jao-pang pártfőtitkár képviselte.